# Capnographie

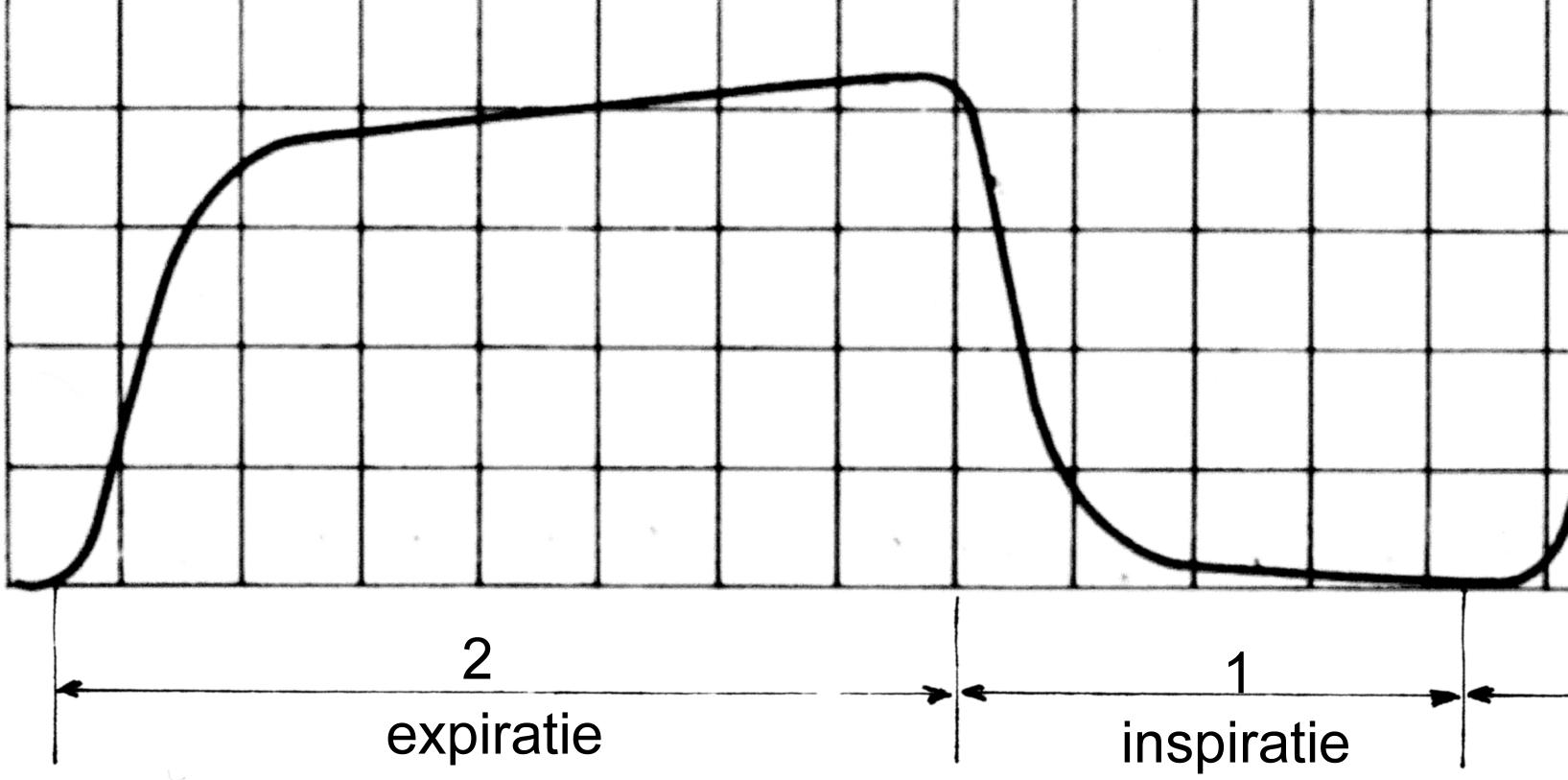
Détail d'une capnographie (expiration puis inspiration).

La capnographie est le tracé de la concentration de CO2 dans l'air expiré par un patient.

## Indication

### Confirmation du positionnement d'un tube endotrachéal
La présence de CO2 dans l'air expiré sur plusieurs respirations par un patient venant d'être intubé est une preuve fiable de la présence du tube endotrachéal dans la trachée.

## Capnographie normale
Une courbe de capnographie normale augmente rapidement en début d'expiration pour atteindre un plateau à environ 40 mmHg de CO2. Au début de l'inspiration, le niveau de CO2 chute rapidement à 0 mmHg puisque l'inspiration fait passer du gaz frais dans le capteur.